# 加伊夫卡 (拉茲傑利納亞區)
46°54′41″N 29°55′20″E / 46.91139°N 29.92222°E
哈伊夫卡（烏克蘭語：Гаївка）是位於烏克蘭西南部的村莊，由敖德萨州羅茲季利納區的斯捷潘尼夫卡市鎮負責管轄。該村始建於1836年，面積2.66平方公里，海拔高度29米，2001年人口620，人口密度每平方公里221.97人。